# Hotel Roberts
El Hotel Roberts era un hotel histórico, construido en 1882 en la Avenida University en Provo, Utah, Estados Unidos. Este hotel de estilo misión fue un símbolo de la ciudad y un centro de la actividad social de Provo durante gran parte del siglo XX. También sirvió brevemente como la Misión de Enseñanza de Idiomas (ahora llamado Centro de Capacitación Misional) de La Iglesia de Jesucristo de los Santos de los Últimos Días. 
En diciembre de 1919, el hotel fue comprado por Mark Anderson, que serviría más adelante como alcalde de Provo y el homónimo de la planta de energía Provo, "El Centro de Utilidad Mark Anderson."